# كهوف كاي
تقع كهوف كاي في وادي كاي القديم، في السند، باكستان. جنوب سيهون. يُوجد موقعان من كهوف كاي؛ أحدهما علوي باتجاه الشرق عند تل مرتفع والثاني باتجاه الغرب عند تل سفلي. بالقرب من الكهوف العلوية، يُحيط الجزء العلوي من التل بسور مركب قديم للغاية تم بناؤه بالحجارة. تُشير المواد الخزفية المكتشفة إلى حضارة وادي السند السابقة التي تنتمي إلى العصر الحجري.